# Joe Pavelski
Joseph James Pavelski, detto Joe (Plover, 11 luglio 1984), è un hockeista su ghiaccio statunitense.

## Palmarès

### Olimpiadi
- Argento a Vancouver 2010.